# Mahd-e Olia
Mahd-e Olia (perz. مهد علیا; Teheran, 1805. – Teheran, 2. lipnja 1873.), kraljica Irana iz kadžarske dinastije.
Nakon smrti supruga Muhamed-šaha Kadžara, privremeno je preuzela vlast i upravljala je zemljom točno mjesec dana. Na mjesto šaha potom dolazi njen najstariji sin, 17-godišnji Nasrudin-šah. Uz njega, Mahd-e Olia imala je još tri sina: Abasa Mirzu Molka Ara, Muhameda Takija Mirzu i Abdula Samada Mirzu. Umrla je u dobi od 68 godina, a sahranjena je u Komu u zajedničku grobnicu s Muhamed-šahom.
| Prethodnik: | Iranska kraljica (kadžarska dinastija) (5. rujna 1848. - 5. listopada 1848.) | Nasljednik:  |
| Muhamed-šah | Iranska kraljica (kadžarska dinastija) (5. rujna 1848. - 5. listopada 1848.) | Nasrudin-šah |